# Eric Struelens
Jacques Stas (ur. 6 lutego 1969 roku w Liège, Belgia) – belgijski koszykarz, reprezentant kraju.

## Osiągnięcia
Na podstawie, o ile nie zaznaczono inaczej.
Drużynowe
- Mistrz:
  - Hiszpanii (2000)
  - Francji (1997)
  - Belgii (1989-1994, 1996)
- Wicemistrz Hiszpanii (2001)
- Zdobywca pucharu Belgii (1990, 1993, 1994, 1996)
- Finalista pucharu Hiszpanii (2001)

Indywidualne
- Belgijski koszykarz roku (1991, 1992)
- MVP:
  - ligi belgijskiej (1991, 1992)
  - tygodnia ACB (6.10.2002)
- Najlepszy młody gracz ligi belgijskiej (1989)
- Zaliczony do I składu turnieju McDonalda (1997)
- Uczestnik meczu gwiazd ligi:
  - FIBA EuroStars (1998)
  - hiszpańskiej (2001)
  - francuskiej (1998)
- Lider w:
  - zbiórkach ligi belgijskiej (1991, 1995)
  - blokach ligi belgijskiej (1991)

Reprezentacja
- Uczestnik:
  - mistrzostw Europy (1993 – 12. miejsce)
  - kwalifikacji do Eurobasketu (1995, 1997, 1999, 2001, 2005)